# Ignace de Loyola
Pour les articles homonymes, voir Saint Ignace.
Ignace de Loyola (Ignazio Loiolakoa en basque, Íñigo López de Loyola en espagnol), né en 1491 à Loiola et mort le 31 juillet 1556 à Rome, est un prêtre et théologien basque-espagnol. Il est l’un des fondateurs et le premier supérieur général de la Compagnie de Jésus — en latin abrégé « SJ » pour Societas Jesu — congrégation catholique reconnue par le pape Paul III en 1540. Elle prit une importance considérable dans la réaction de l’Église catholique face à l’ébranlement causé par la Réforme protestante aux XVIe et XVIIe siècles.
Auteur des Exercices spirituels, Ignace fut un directeur de conscience. La spiritualité ignatienne est l’une des principales sources d’introspection religieuse et de discernement vocationnel dans le catholicisme. À la tête des Jésuites, il devint un ardent promoteur de la réforme tridentine, aussi appelée Contre-Réforme. Il orienta sa congrégation vers l’œuvre missionnaire, en particulier vers les Indes orientales, l’Afrique et les colonies espagnoles d’Amérique du Sud.
Canonisé par le pape Grégoire XV le 12 mars 1622, Ignace de Loyola est liturgiquement commémoré le 31 juillet.

## Jeunesse et débuts dans l'armée

### Naissance et baptême
Ignace naît au château de Loyola, situé dans le quartier de Loiola à Azpeitia, localité située à 25 km au sud-ouest de Saint-Sébastien, dans la province forale de peuplement basque de Guipuscoa (royaume de Castille). Elle a lieu sous le règne d'Isabelle Ire (1451-1504), épouse du roi d'Aragon Ferdinand II (1452-1516), tous deux appelés les rois catholiques d'Espagne à partir de 1496.

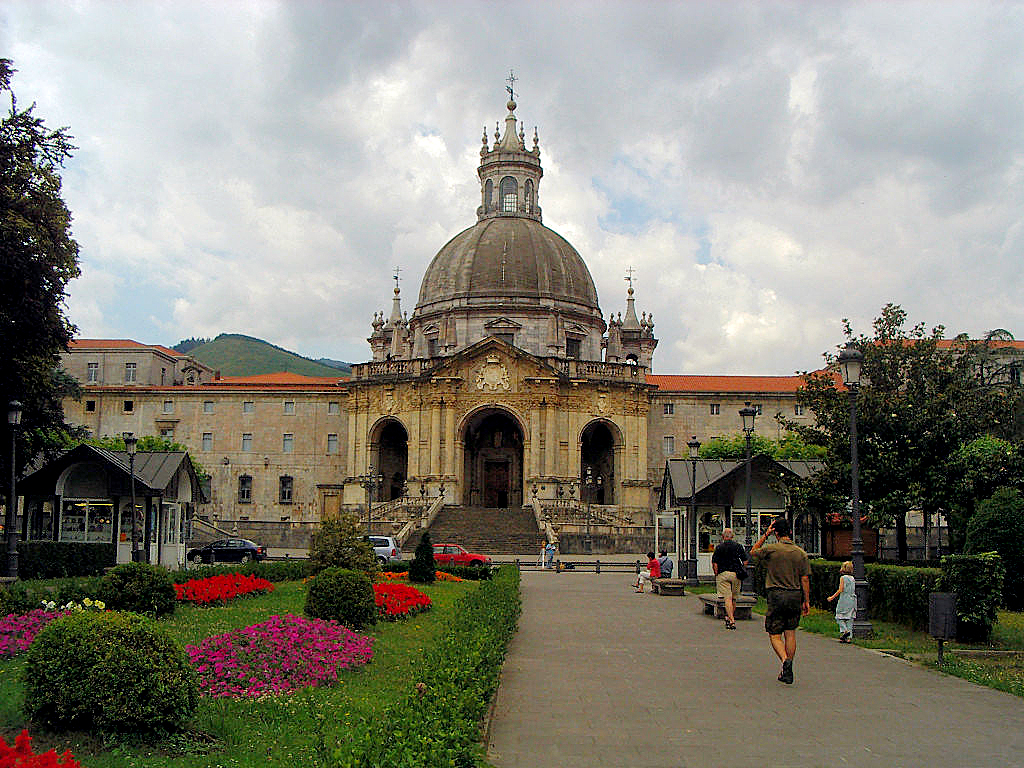
Basilique San Ignacio à Azpeitia dans le Pays basque.

Sa date de naissance n'est pas connue avec certitude. Le registre baptismal le plus ancien d’Azpeitia date en effet de 1537. Même en ce qui concerne l’année, ses premiers compagnons (Polanco et Ribadeneyra) et amis hésitaient entre 1491, 1493 et 1495. Choisissant d’écrire sur son épitaphe qu’Ignace de Loyola est mort à 65 ans, ils s’accordent implicitement sur 1491 comme année de naissance. Le témoignage de sa nourrice, María Garín, va dans le même sens. La date serait confirmée par le fait qu'Ignace signe en 1507 des actes après la mort de son père — la limite légale de signature étant fixée à 16 ans. Ses biographes contemporains optent tous pour 1491. Rien n'est certain non plus quant au jour de sa naissance : ni 24 décembre ni 25 octobre. Ce que l’on appelle l’Autobiographie, et qui est plutôt le récit d’une conversion et d'un cheminement spirituel raconté à un confident (qui le met par écrit) ne donne aucune indication sur sa date de naissance.
Son prénom de baptême, Iñigo, est d'origine basque (Eneko), et lui vient de saint Eneko (sanctus Ennecus), père abbé d’Oña. Par la suite, il utilisera le nom latin d'Ignatius adopté lors de son séjour à Rome et retenu par la postérité.

### Origines familiales et formation initiale
Issu d'une famille de petite noblesse basque, qui soutient traditionnellement la maison de Castille, il est le fils de don Beltrán Yáñez de Oñaz y Loyola et de son épouse, Marina Sáenz de Licona y Balda. Il est le benjamin d’une fratrie de treize.
Il a seulement sept ans quand sa mère meurt. Il noue alors une relation forte avec son père, qui meurt quand il en a quinze.

### Débuts à la cour (1506-1516) de Ferdinand d'Aragon
Ignace quitte Loyola en 1506 et devient page à la cour de Ferdinand le Catholique, qui est alors roi d'Aragon et régent du royaume de Castille au nom de sa fille Jeanne, dite « la Folle », veuve de Philippe le Beau.
Devenu gentilhomme à sa majorité, Ignace entre comme secrétaire au service d’un parent de sa mère, Juan Velázquez de Cuéllar, trésorier général (contador mayor) du royaume de Castille. Comme il le dit dans son autobiographie, il mène pendant dix ans la vie des courtisans : « Jusqu’à la vingt-sixième année de sa vie, il fut un homme adonné aux vanités du monde et principalement il se délectait dans l’exercice des armes ». Il se lie d'amitié avec l’infante Catherine de Castille, fille de Jeanne, qui, en raison de ses problèmes de santé, est assignée à résidence par Ferdinand dans un couvent de Tordesillas.

### Sous le règne de Charles Quint: dans l'armée de Navarre (1517-1521)
En 1516, la mort de Ferdinand d’Aragon, à qui succède de fait son petit-fils, Charles de Habsbourg, entraîne le renvoi de Juan Velázquez et l’éloignement d’Ignace.
En 1517, Ignace entre dans l’armée du duc de Lara, vice-roi de Navarre, le royaume de Navarre ayant été envahi en 1512 par les armées de Ferdinand et annexé au royaume de Castille au détriment de la dynastie légitime, les rois de la maison française d'Albret, aussi détenteurs de la vicomté de Béarn et du comté de Foix.
En 1520, Charles de Habsbourg (Charles Ier de Castille et d'Aragon), est élu empereur sous le nom de Charles V, couramment en français : Charles Quint. En 1521 commence la sixième guerre d'Italie, qui oppose Charles Quint au roi de France François Ier. Les armées françaises attaquent notamment en Guipuscoa à Fontarrabie, qui est occupée, et en Navarre à Pampelune, capitale du royaume. François Ier souhaite en effet que le roi déchu, Henri II de Navarre, récupère la partie sud de son royaume (la Haute-Navarre).
Ignace de Loyola est présent à Pampelune durant le siège. Le 20 mai 1521, alors que les défenseurs sont sur le point d'être submergés par le nombre et envisagent la reddition, Ignace les exhorte à poursuivre le combat. Il est alors gravement blessé, avec une jambe brisée par un boulet de canon. Il est ramené au château de Loyola et opéré. Mais à l'issue de sa convalescence, sa jambe droite reste plus courte de plusieurs centimètres, ce qui met fin de façon irréversible à sa carrière militaire désormais.

## Le choix d'une carrière d'homme d'Église

### Convalescence
Durant sa convalescence, faute de disposer des célèbres romans de chevalerie du temps, il lit des livres religieux, dont une Vie de Jésus en quatre volumes de Ludolphe le Saxon et la Légende dorée de Jacques de Voragine, ouvrage richement illustré qui narre les faits et gestes de saints. Dans un mélange de ferveur et d’anxiété, ayant vu lui apparaître en rêve « Notre-Dame avec le Saint Enfant Jésus », il rejette « sa vie passée et spécialement les choses de la chair ».
Il ne pense plus désormais qu’à devenir ermite et à suivre les préceptes de saint François d'Assise et d’autres grands exemples monastiques. Il décide de se vouer entièrement à la conversion des musulmans de Terre sainte, avec l’intention de tous les convertir au christianisme. En signe d’expiation, il veut partir en pèlerinage. Il recherchera toute sa vie des sites consacrés à la dévotion chrétienne et voudra devenir un pèlerin dans la tradition du Moyen Âge. « El pelegrino » est le titre qu'il donnera à ses souvenirs, dictés à Luis Gonçalves de Camara à la fin de sa vie.
Assez bien rétabli, il quitte la maison familiale en février 1522 dans l'intention d'aller à Jérusalem.

### Période d'ascèse à Manresa (1522-1523)

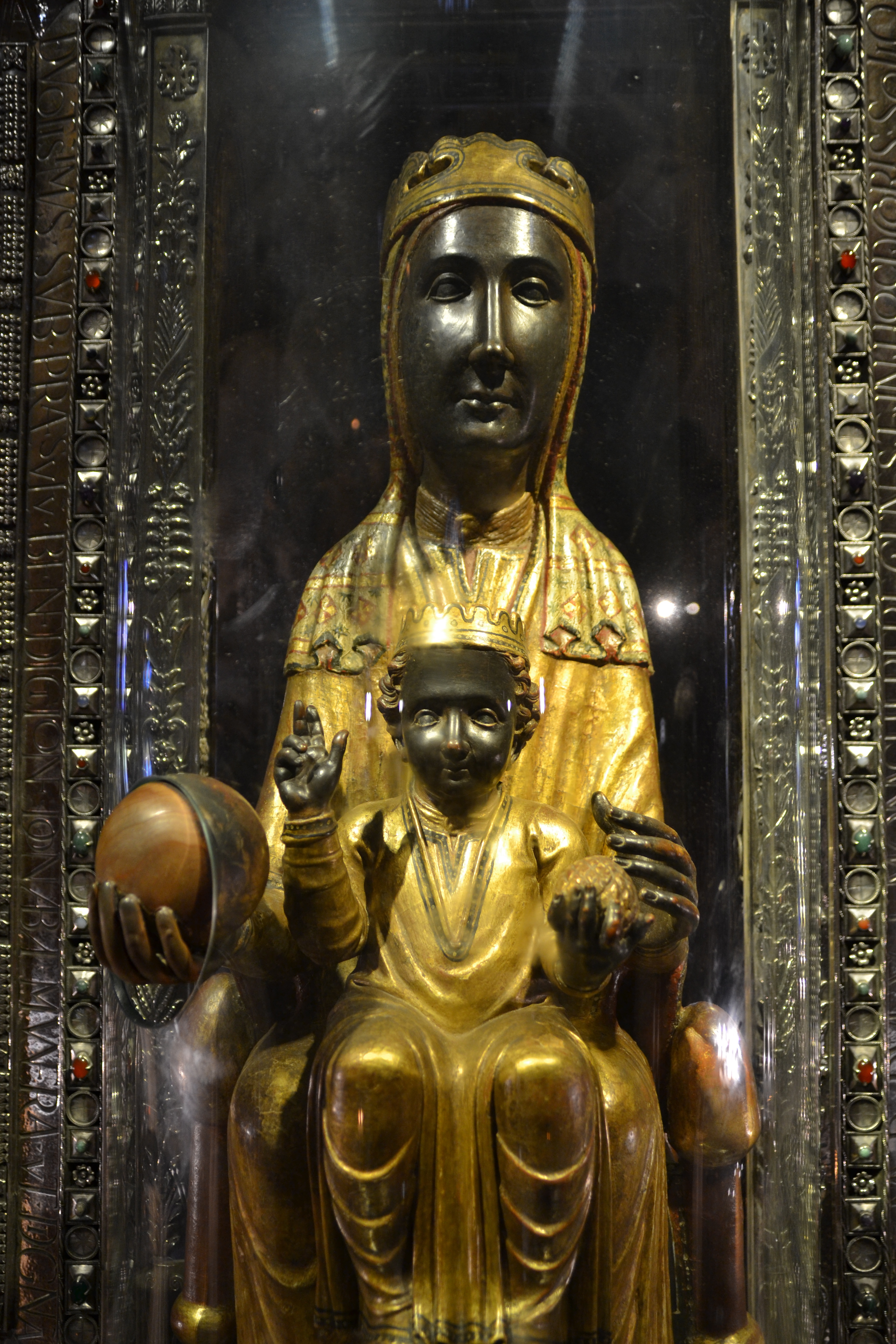
La Vierge de Montserrat, Vierge noire en bois du XIIe siècle.

Arrivé au monastère bénédictin de Montserrat en Catalogne, il se confesse à un père d’origine française, le père Chanon (qui deviendra son confesseur à Manrèse), et passe trois jours en prière. Dans la nuit du 24 mars 1522, dans un geste de rupture avec son ancienne vie de soldat, il accroche ses habits militaires et ses armes devant la statue de la Vierge noire. Il veut reprendre la route de Barcelone vêtu d’un simple tissu, une sorte de haire en toile, avec une corde en guise de ceinture.

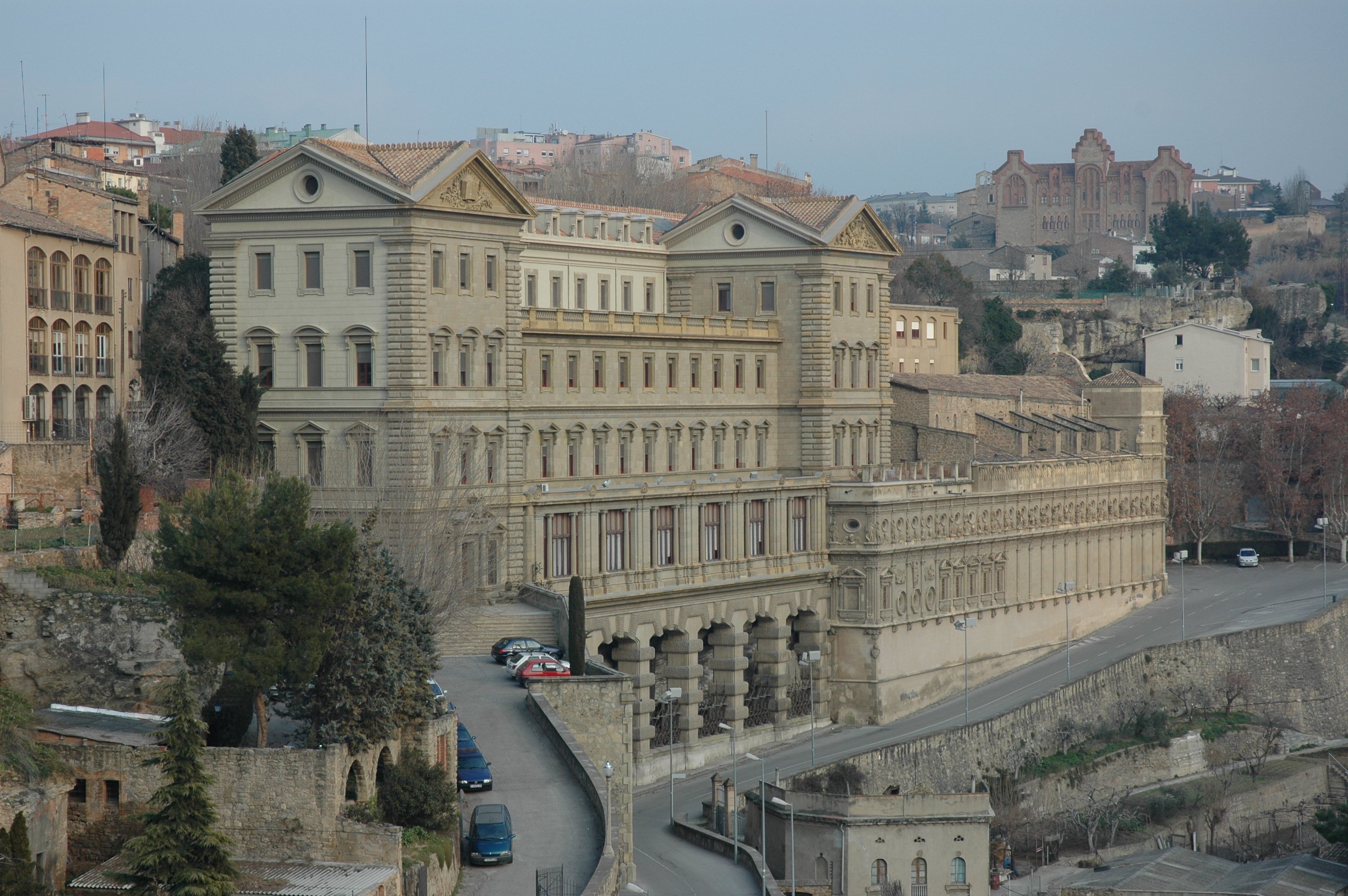
Le couvent de Saint-Ignace à Manresa.

Mais, épuisé par son voyage, par ses blessures mal cicatrisées, éprouvé par l’ascèse, il est bloqué par la peste qui sévit à Barcelone, ou désireux d’éviter le cortège du nouveau pape Adrien VI (ancien précepteur de Charles Quint) qui se rend de Madrid à Rome. Il passe plusieurs mois dans une grotte près de Manresa en Catalogne, où il pratique le plus rigoureux ascétisme.
Il mène cette vie d'ermite jusqu’au début de 1523, et commence la rédaction de ce qui deviendra les Exercices spirituels (ce point est contredit par Jean-Claude Guy, traducteur des Exercices spirituels : « Mais rien n'autorise à dire que, déjà à Manrèse, furent rédigées certaines pages des Exercices. ») Depuis sa « conversion », Ignace a pris l’habitude de consigner dans des carnets les extraits les plus frappants de ses lectures. Lors de son séjour à Manresa, il consigne ses expériences dans un journal intime qui deviendra l’un des livres clés de la spiritualité ignatienne.

### Pèlerinage en Terre sainte (1523) et retour à Barcelone (1524)

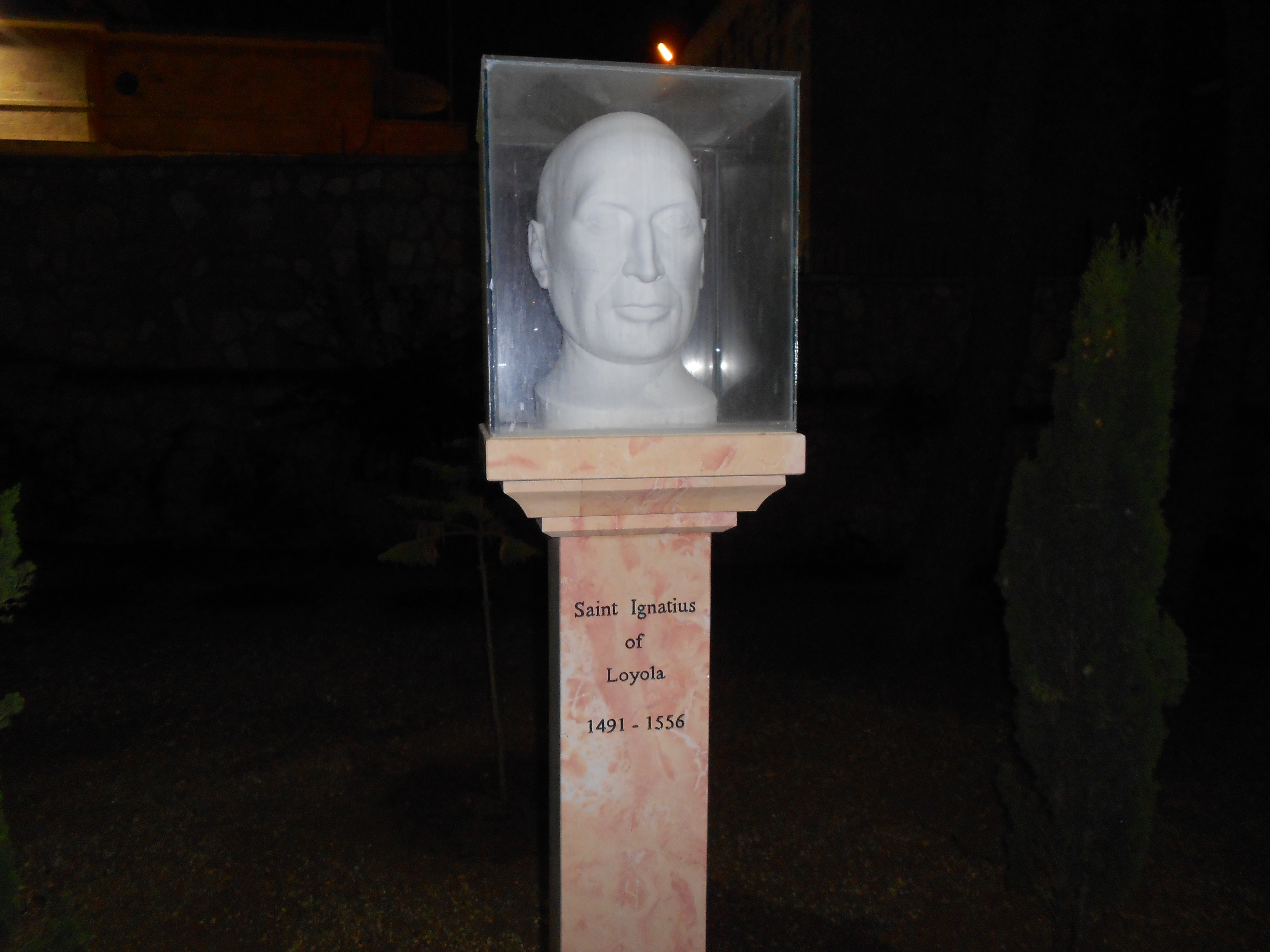
Statue d’Ignace de Loyola dans le jardin de l’Institut biblique pontifical (Jérusalem)

Au début de 1523, il prend comme « pèlerin de Dieu » la route de la Terre sainte. Le 20 mars 1523, il embarque à Barcelone vers l’Italie.
À Rome, il reçoit la bénédiction du pape Adrien VI, puis il continue son voyage en passant par Venise. Parvenu à Jérusalem en septembre 1523, il n'y reste que trois semaines, avant d'être prié par les frères franciscains de quitter le pays[pourquoi ?].
Il rentre en Italie, alors théâtre d'une guerre entre les armées espagnoles et françaises. Il se retrouve à Venise où il se convainc de l’absolue nécessité d’étudier pour enseigner. Après la méthode religieuse mise au point dans les Exercices, la conviction du rôle des études est une autre caractéristique du projet d'Ignace de Loyola. Il est de retour à Barcelone en mars 1524.

### Étudiant à Barcelone, Alcalá et Salamanque (1524-1528)

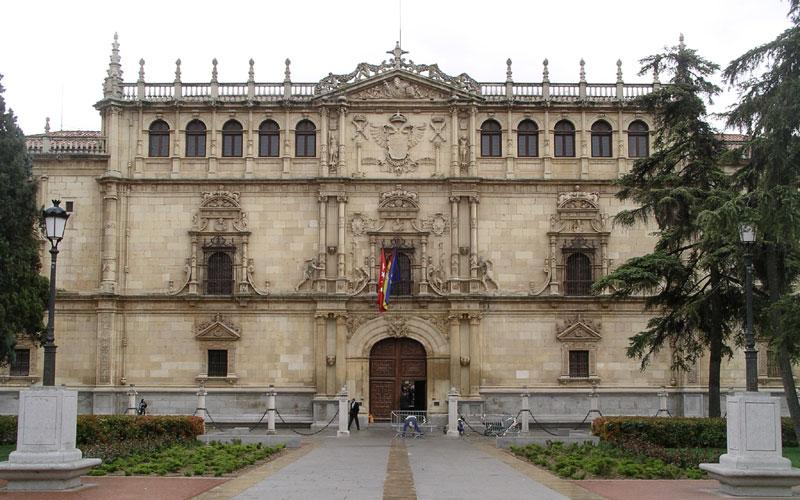
Façade du collège San Ildefonso à l’université d’Alcalá (1543).

Il consacre les onze années suivantes aux études, c'est-à-dire plus d’un tiers de ce qu’il lui reste à vivre.
Il reprend d'abord des cours de base de grammaire et de latin à Barcelone. En 1526, il en sait suffisamment pour suivre des cours de philosophie et de théologie à l’université d’Alcalá de Henares. Foyer intellectuel brillant du royaume de Castille, cette université rassemble des alumbrados (« illuminés » empreints de mystique, liés à la réforme franciscaine) et conversos ou « nouveaux chrétiens » (juifs ayant opté pour le catholicisme en 1492), qui marquent le climat spirituel de cette époque.
Ses progrès dans la compréhension des mécanismes de l’enseignement et sa capacité à dominer intellectuellement même des gens plus érudits que lui par l’usage du « discernement », le distinguent. Mais sa personnalité rigoureuse et entière et son attitude réformatrice lui suscitent des ennemis. À Barcelone, il est sévèrement battu, et son compagnon[Qui ?] tué, à l’instigation de notables vexés de ne plus être admis dans un couvent[Lequel ?] réformé par Ignace. À Alcalá, un inquisiteur, le grand vicaire Figueroa, le suspecte d’illuminisme et le harcèle constamment, allant jusqu’à le faire emprisonner pendant quelques semaines.
À la fin de 1527, encouragé par Alonso III Fonseca (en), archevêque de Tolède, il rejoint l'université la plus prestigieuse d'Espagne, l’université de Salamanque. Mais il y subit de vives attaques, en particulier de la part de l’Inquisition et des dominicains. Aussi, en février 1528, il décide de partir pour Paris où il va vivre pendant sept ans.

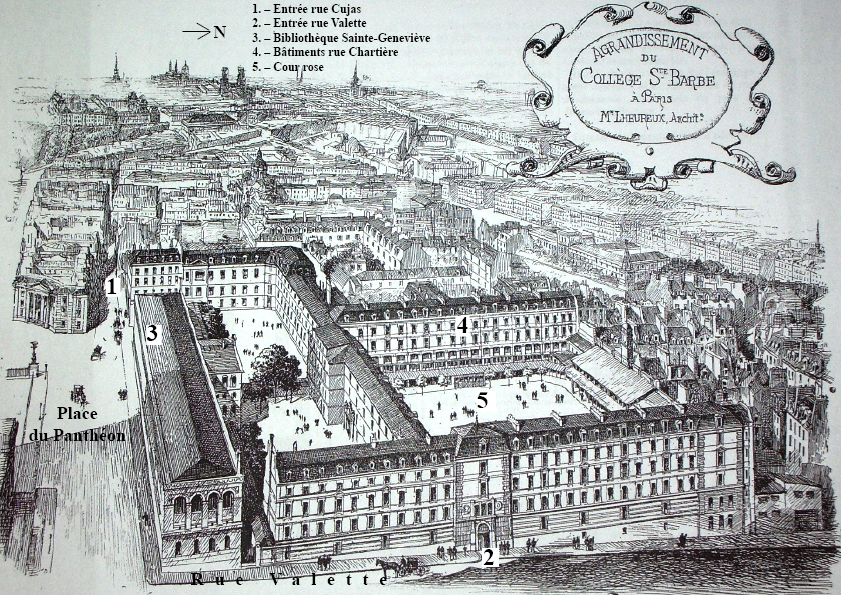
Collège Sainte-Barbe – vue de 1891.

### Étudiant à l'université de Paris (1528-1535)
À Paris, il connaît des épreuves variées : pauvreté, maladie, œuvres de charité, discipline du collège, particulièrement sévère dans celui de Montaigu où il réside d'abord, car trop pauvre et mal informé. Il rejoint le collège plus « libéral » de Sainte-Barbe, où il est accusé publiquement par le recteur Diogo de Gouveia (en) d’enfreindre les règles, mais il se défend vigoureusement et obtient finalement des excuses publiques.
À l’université de Paris, Ignace se retrouve « dans le chaudron de la Renaissance », au cœur de ce que Jean Lacouture appellera la « décennie prodigieuse ». Celle-ci est marquée par la polémique entre Érasme (De libero arbitrio) et Luther (De servo arbitrio) en 1525, la création du Collège de France en 1530, la parution du Pantagruel de Rabelais en 1532 et la publication de l’Institution de la religion chrétienne de Calvin en 1536.
Ignace est reçu maître ès arts le 13 mars 1533. Ayant commencé ses études de théologie, il est licencié en 1534, mais il ne peut aller jusqu'au doctorat, des ennuis de santé le conduisant hors de Paris en mars 1535.

## La fondation de la Compagnie de Jésus

### Formation du groupe des premiers compagnons (1530-1534)
C'est pendant son séjour à Paris qu'Ignace de Loyola jette les fondements de la Compagnie de Jésus, en groupant autour de lui des étudiants de qualité[réf. nécessaire] venus d’horizons divers, unis par leur fascination pour sa personnalité.
Au collège Sainte-Barbe, il rencontre ses deux premiers compagnons, le Savoyard Pierre Favre et le Navarrais Francisco Iassu de Azpilcueta y Xavier, connu aujourd'hui comme saint François Xavier. Par la suite se joignent à lui les Espagnols Diego Lainez et Alonso Salmerón, qui le connaissent de réputation depuis l'époque d'Alcalà ; puis Nicolás Bobadilla et le Portugais Simón Rodríguez de Azevedo. Un lien très fort s'établit entre Ignace et ses compagnons, qui ont alors pour idéal de vivre en Terre sainte la même vie que Jésus.
Durant cette période, Ignace évolue en ce qui concerne l’attitude et la discipline qu’il s’impose. Prenant en compte les critiques reçues à Alcalà et à Salamanque sur ses pratiques d’extrême pauvreté et de mortification, il s’adapte à la vie de la cité, en mettant l'accent sur les études classiques et sur les exercices spirituels.

### Le vœu de Montmartre (15 août 1534)

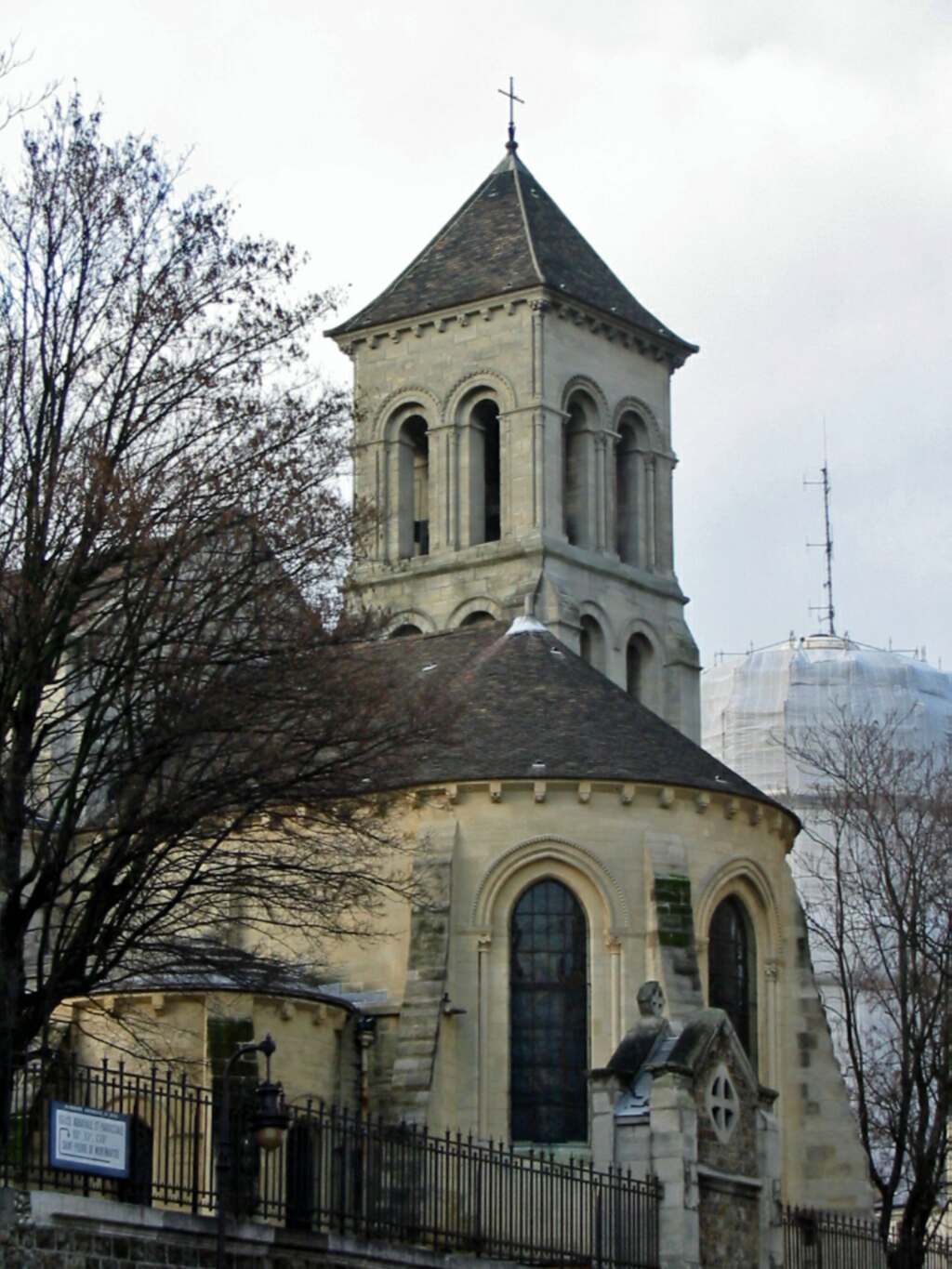
Église Saint-Pierre de Montmartre bâtie sur le site où la tradition catholique situe la fondation de l'ordre des jésuites.

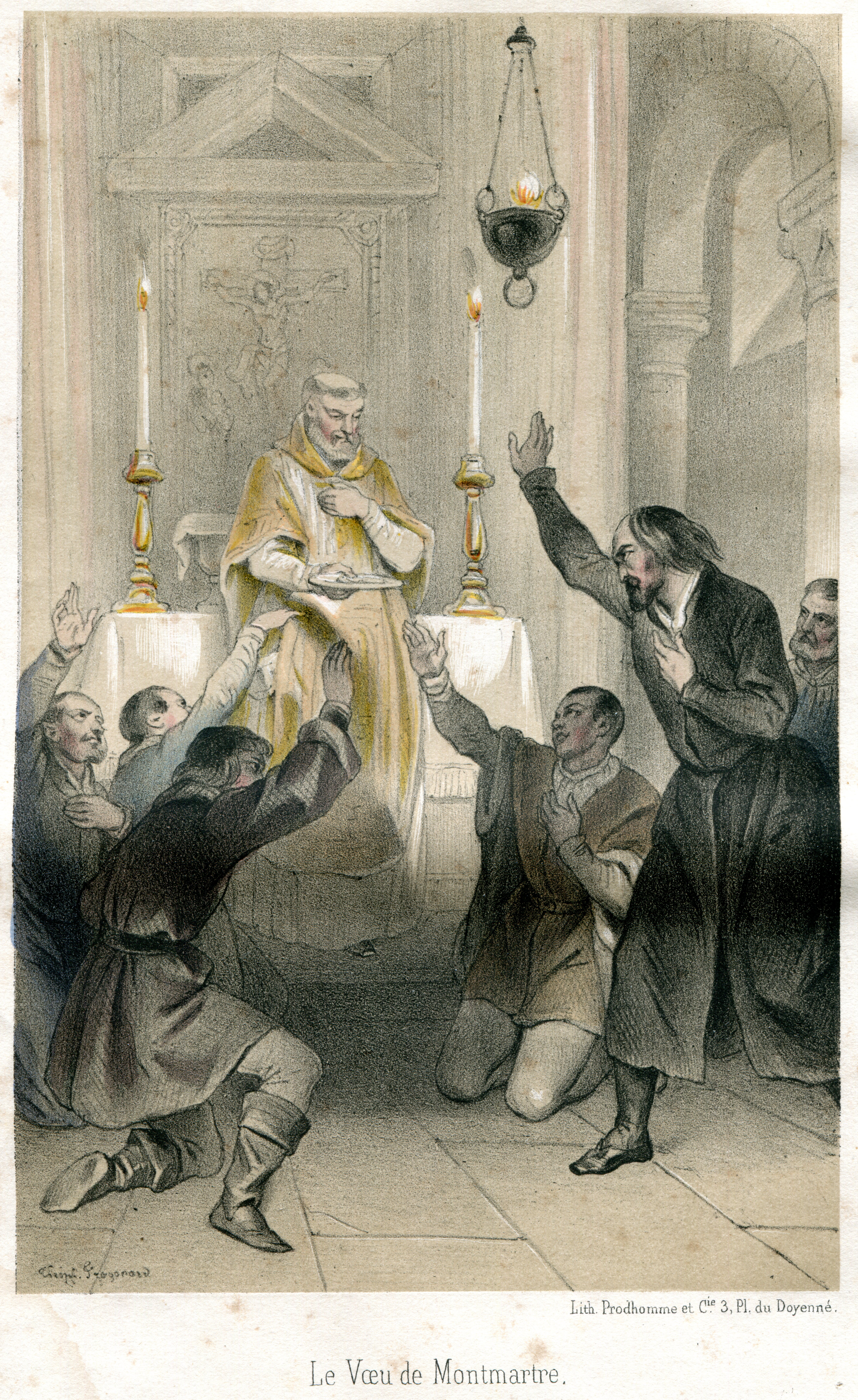
Le Vœu de Montmartre par Théophile Fragonard, 1845.

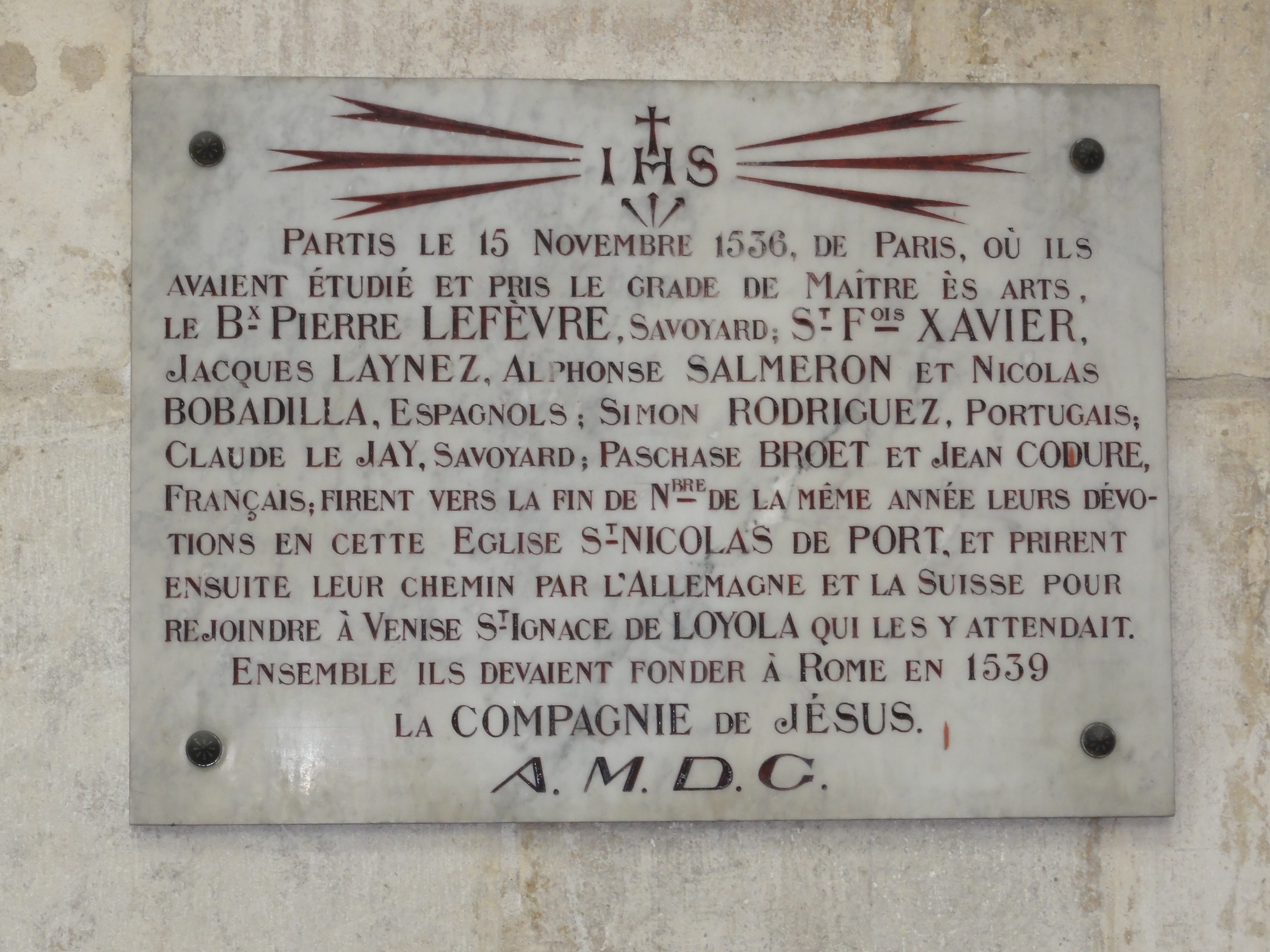
Plaquette dans la basilique de Saint-Nicolas-de-Port commémorant le passage des neuf compagnons en route pour Venise.

Le 15 août 1534, à l’issue d'une messe célébrée dans la crypte du martyrium de saint Denis à Montmartre par Pierre Favre, ordonné prêtre trois mois plus tôt, les sept compagnons prononcent les vœux de pauvreté et de chasteté, ainsi que le vœu de se rendre dans les deux ans en pèlerinage à Jérusalem pour y convertir les « infidèles », à la fin de leurs études.
Alors qu'Ignace a déjà quitté Paris, ses compagnons renouvellent leurs vœux en 1535 et en 1536. Trois nouveaux se joignant au groupe : Claude Le Jay, Paschase Broët et Jean Codure. En novembre 1536, les neuf quittent Paris pour rejoindre Ignace, qui se trouve alors à Venise.

### De Paris à Rome (1535-1537)

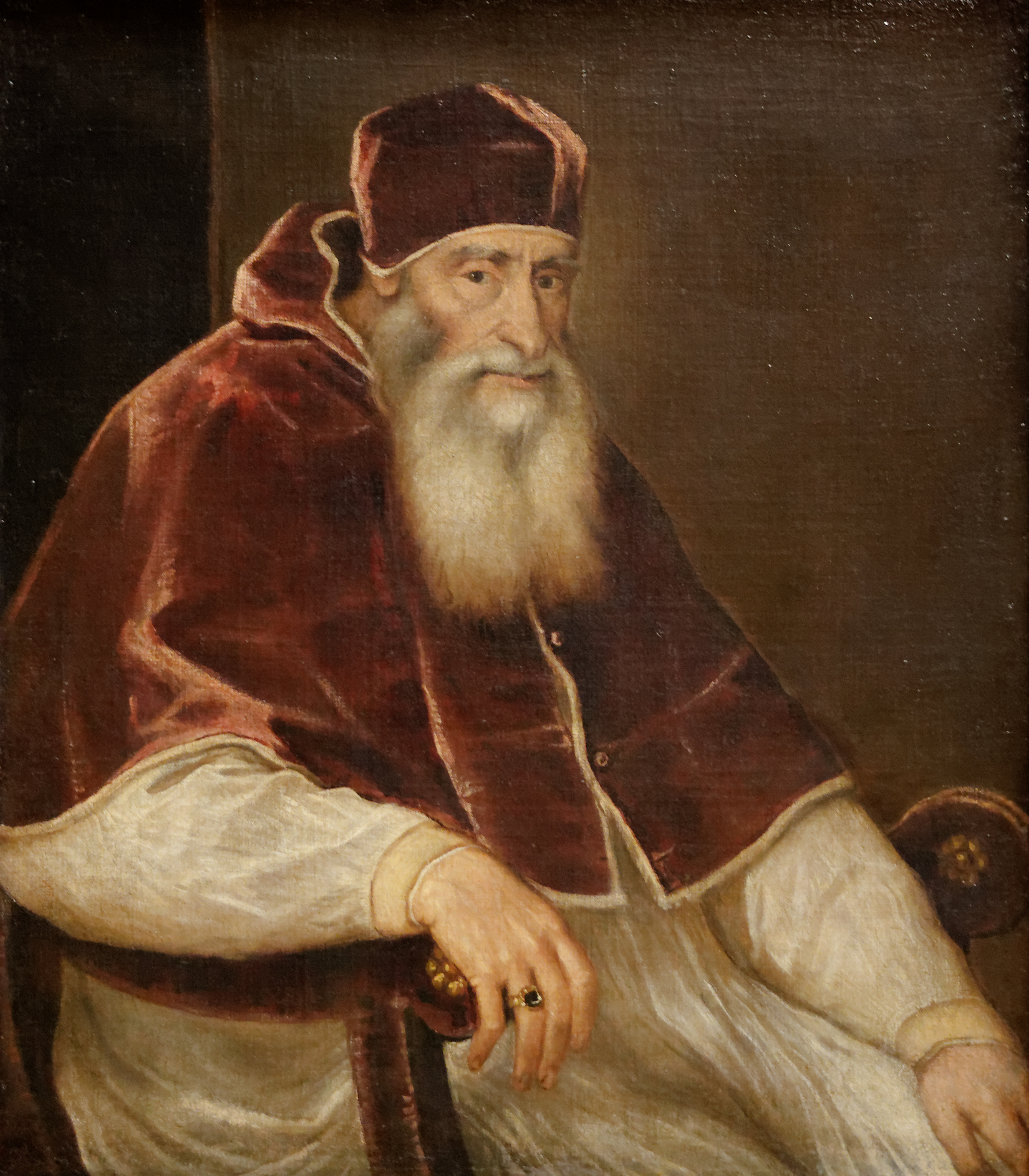
Le pape Paul III approuve la création de la Compagnie de Jésus en 1540.

Après avoir quitté Paris au début de 1535, Ignace passe six mois en Espagne, puis se rend à Bologne, ville des États pontificaux où se trouve une université de premier plan. Mais, incapable de se remettre aux études, il se consacre à des œuvres de charité, en attendant que ses compagnons le rejoignent.
Ils se retrouvent à Venise le 6 janvier 1537 afin d'embarquer vers Jérusalem. Mais la guerre contre les Turcs les empêche de poursuivre. Ils décident de reporter d’un an leur engagement, après quoi ils se mettront à disposition du pape. Ignace, comme la plupart de ses compagnons, est ordonné prêtre à Venise le 24 juin 1537.
Ils partent ensuite dans des villes universitaires voisines, Ignace avec Pierre Favre et Diego Laínez prenant en octobre 1537 la route de Rome. Ignace, apercevant la ville au lieu-dit La Storta, a une vision de Dieu s’adressant à lui après l’avoir placé aux côtés du Christ : « Je vous serai propice à Rome ».

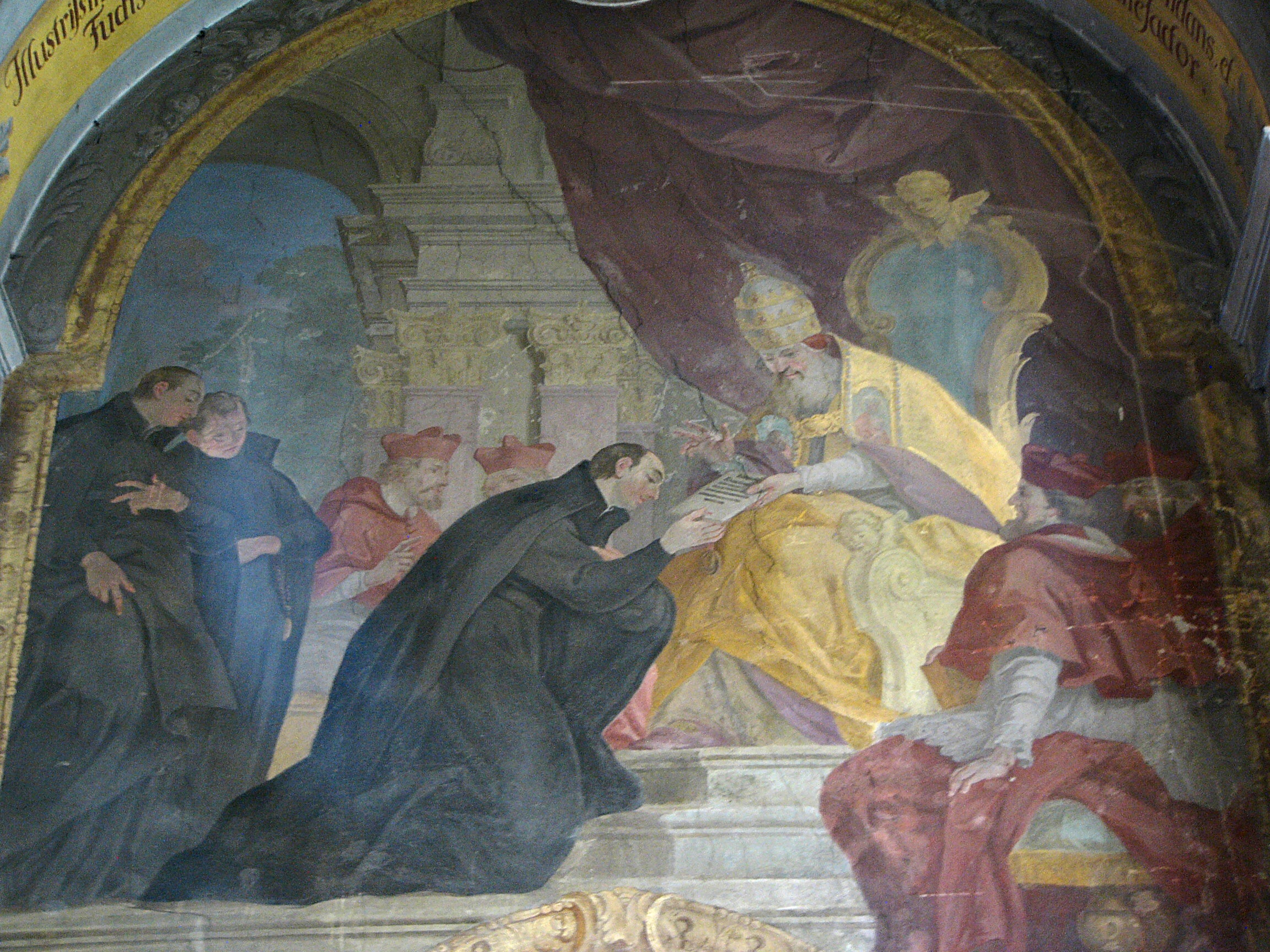
Approbation des statuts de la Société de Jésus : Ignace de Loyola reçoit la bulle Regimini militantis Ecclesiæ des mains du pape Paul III. Fresque peinte par Johann Christoph Handke dans l’église de Notre-Dame des Neiges à Olomouc après 1743.

À Rome, capitale des États pontificaux, Alexandre Farnèse vient d'être élu pape en 1534 sous le nom de Paul III. Il administre une capitale en crise, à peine remise du sac de Rome par les troupes de Charles Quint en 1527, en butte à une corruption généralisée et sur une Église en crise, ébranlée par la progression de la Réforme, notamment dans le Saint-Empire.
Le pape voit rapidement l'intérêt du projet d'Ignace de Loyola et de ses compagnons : une société de prêtres savants, rigoureux, intègres et désireux de réformer l'Église dans le cadre du catholicisme.

### Fondation de l'ordre des jésuites (1538-1541)
En novembre 1538, Paul III, après plusieurs contacts avec Lainez, reçoit Ignace et ses compagnons venus faire leur « oblation » au pape[pas clair]. Celui-ci leur demande de venir travailler à Rome, qui sera leur véritable Jérusalem. C'est la première ébauche officielle de la Compagnie de Jésus.
De mars à juin 1539, selon les minutes rédigées par Pierre Favre, ils débattent de la forme à donner à leur action : devoir d’obéissance, cohésion du groupe alors que l’activité missionnaire disperse les Jésuites, rôle dans l’éducation … En août 1539, Ignace, Codure et Favre rédigent la prima Societatis Jesu instituti summa, esquisse des constitutions de la Compagnie. Elle a quelques points forts : l’obéissance à un Préposé général, l’exaltation de la pauvreté, le refus du cérémonial monastique, et en particulier de la prière collective et des mortifications. Ignace de Loyola soumet, par l’intermédiaire du cardinal Contarini, ce texte à Paul III qui réside l’été à la Rocca Pia à Tivoli et en approuve le contenu le 3 septembre 1539.
Malgré quelques oppositions à la Curie, la création de la Compagnie de Jésus est acceptée par le pape Paul III le 27 septembre 1540, dans sa bulle Regimini militantis ecclesiæ, qui reprend la formula instituti tout en limitant le nombre de profès à soixante. Cette restriction est rapidement éliminée lors de la promulgation de la bulle Injunctum nobis du 14 mars 1543.
Le 22 avril 1541, Ignace est élu, malgré ses réticences, premier supérieur général de la Compagnie de Jésus. Puis il fait avec ses compagnons sa profession dans la basilique Saint-Paul-hors-les-Murs. L’ordre est dès lors constitué.

### Fondation de la maison Sainte-Marthe pour l'accueil des prostituées (1542)
En 1542, Ignace fonde la maison Sainte-Marthe pour accueillir et réinsérer des prostituées. Il doit défendre sa fondation contre les diffamations. Il va de par les rues de Rome pour recruter des candidates sur les lieux de prostitution. Contrairement aux couvents de repenties, il laisse la possibilité aux prostituées réhabilitées de se marier.

## Les débuts de la Compagnie jusqu’à la mort d’Ignace

### Rédaction des Constitutions de la Compagnie de Jésus (1547-1556)
Ignace est chargé dès 1541 de mettre au point l'organisation de la compagnie. Mais il commence ce travail seulement en 1547, introduisant dans la pratique des coutumes destinées progressivement à devenir les règles de l'ordre.
Ayant pris Juan de Polanco comme secrétaire en 1547, il réalise entre 1547 et 1550 une première version intitulée Formula Instituti. Mais il sollicite aussitôt l’approbation du pape pour en réaliser une deuxième. Jules III, élu en mars 1550, accepte cette demande par la bulle Exposcit Debitum (21 juillet 1550).
Parallèlement, un nombre important[pas clair] de pères révisent le premier texte. La deuxième version, achevée par Ignace en 1552, est promulguée et prend force de loi dans la compagnie. Des amendements peu importants sont par la suite introduits par Ignace jusqu'à sa mort en 1556.
Sous le successeur d'Ignace, Jacques Lainez, est réunie la première congrégation générale de la compagnie, qui décide d’imprimer le texte de 1556 sous le titre de Constitutions, qui vont ensuite rester inchangées jusqu'à la trente-quatrième congrégation en 1995.

### Organisation de l'ordre
En 1547, Ignace fonde à Rome une institution parallèle à la Compagnie de Jésus, mais destinée aux laïcs désireux d'agir pour la religion catholique sans devenir des clercs : la Compagnie du Saint-Sacrement de l’Église des douze Apôtres.

### Premières missions des Jésuites; le collège de Messine
Il envoie très vite ses compagnons dans les pays d'Europe encore catholiques afin de créer un réseau de collèges et de séminaires.
Le premier collège jésuite est fondé dans le royaume de Sicile, une des nombreuses possessions de Charles Quint, en 1548. En effet, en 1547, Charles Quint nomme vice-roi de Sicile son ambassadeur à Rome Juan de Vega. Celui-ci connait Ignace de Loyola et apprécie ses projets. Il incite donc les Jésuites à venir en Sicile, où le premier collège, fondé à Messine, a rapidement du succès, de sorte que ses règles et méthodes seront par la suite reproduites dans les autres collèges.
En 1556, la Compagnie de Jésus compte plus de mille membres, répartis dans douze provinces, soixante-douze résidences et soixante-dix-neuf maisons et collèges.

## Mort et sanctification d'Ignace de Loyola

### Mort et funérailles
Ignace meurt le 31 juillet 1556 à Rome.

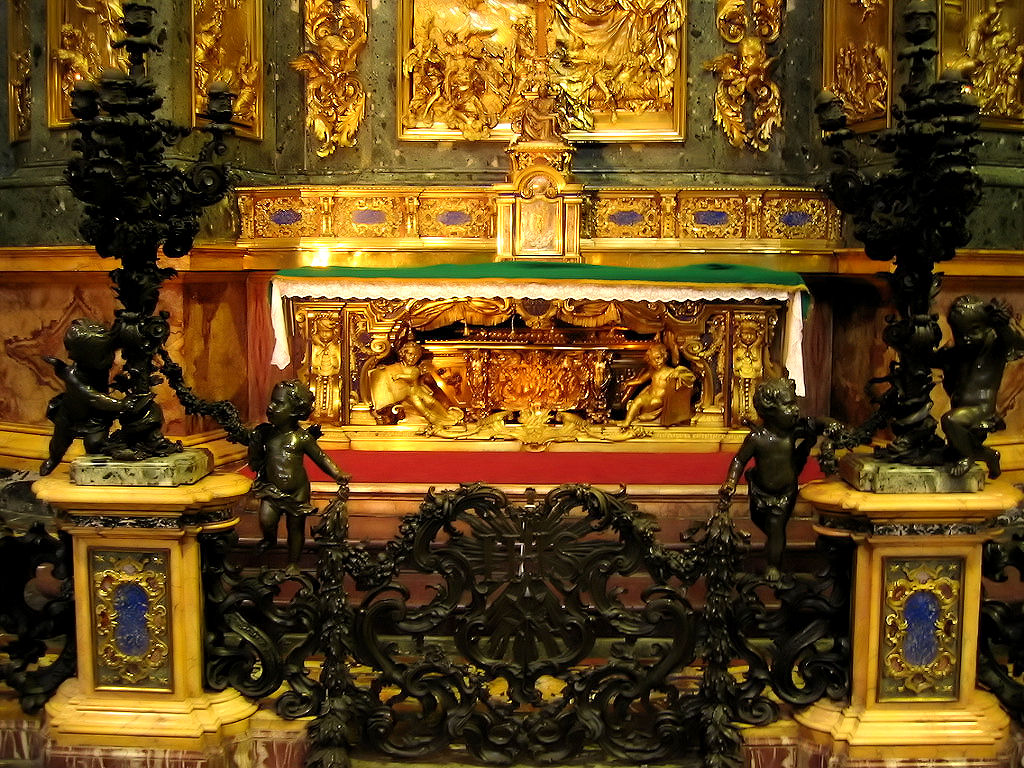
Tombeau de Saint-Ignace dans l’église du Gesù à Rome.

Il est aujourd'hui inhumé dans l'église du Gesù (chiesa del Gesù) de Rome, un édifice planifié dès le vivant d'Ignace, mais réalisé seulement entre 1568 et 1584. Ses restes se trouvent dans une urne d'Alessandro Algardi (1595-1654), déposée sous l'autel (datant de 1700) d'une chapelle portant le nom de « saint Ignace ».

### Béatification (1609)
Ignace de Loyola est béatifié le 19 avril 1609, jour de Pâques. L'annonce en avait été faite le 3 décembre de l’année précédente.

### Canonisation (1622)
Il est canonisé le 12 mars 1622, en même temps que François Xavier, Thérèse d’Avila, Philippe Neri et Isidore le Laboureur.

## La spiritualité ignatienne
Les Exercices spirituels sont un ouvrage de méditation et de prière qui est considéré comme le chef-d’œuvre spirituel d’Ignace de Loyola à partir de sa propre expérience spirituelle, vécue notamment à Manrèse à proximité (physique et spirituelle) de l'abbaye bénédictine de Montserrat. Tout l’enseignement d’Ignace de Loyola, est orienté vers le discernement, car pour lui, toute décision humaine est le lieu d’une rencontre avec le Seigneur. Le livre fait environ 200 pages. Il veut être le « livre du maître » qui guide l’accompagnateur spirituel lors d’une retraite d’environ 30 jours.
Les méditations ont été écrites de manière à refléter authentiquement la spiritualité catholique, mais l’accent mis sur la rencontre personnelle entre le retraitant et Dieu attire aussi des chrétiens d’autres confessions.

## Œuvres d’Ignace de Loyola
Saint Ignace n’est pas un « grand écrivain » au sens où on l’entend habituellement. Ses écrits sont fonctionnels (direction spirituelle ou gouvernement de la Compagnie) ou personnels (journal spirituel). Une édition critique de l’ensemble de ses écrits se trouve dans les MHSI : les Monumenta Ignatiana (22 volumes).

### Les Exercices spirituels
Les Exercices spirituels proposent des méditations et des contemplations. Elles sont organisées en quatre « semaines », permettant un progrès dans la compréhension de soi et des mystères de la vie du Christ pour les assimiler. Pour chaque méditation, seuls quelques « points » sont donnés, chaque fois avec beaucoup de sobriété. Dans l’esprit de saint Ignace, les « exercices spirituels » sont toujours faits avec un guide dont le rôle doit être cependant effacé, car « il doit laisser le Créateur agir sans intermédiaire avec la créature [retraitant], et la créature avec son Créateur et Seigneur » (ES, no 15)
- Exercices spirituels, introduit par François Courel, Paris, DDB, 1963.

### Le Journal spirituel
Il s’agit d’un journal intime strictement personnel tenu dans les années 1544 et 1545 où il note quotidiennement les mouvements intérieurs de son âme durant et suivant la célébration de la messe (expériences de consolations et désolations). Seule une partie de ce journal nous est parvenue. Ce cahier fut publié pour la première fois au XIXe siècle.
- Journal des Motions intérieures, édité par Pierre-Antoine Fabre, Lessius, 286 p, 2007.

### L’Autobiographie
Le Récit du pèlerin (c’est ainsi qu’Ignace s’identifie dans ce récit) est l’histoire autobiographique d’Ignace de Loyola telle qu’il l’a racontée, entre 1553 et 1555, à un autre jésuite, le père Luis Gonçalvès da Câmara. À la fin de sa vie, il répondait ainsi à la demande de plusieurs compagnons qui désiraient obtenir un testament spirituel en forme de récit. Ignace a longtemps hésité avant de raconter son histoire, même s’il l’avait promis dès 1551.
Selon Luis Gonçalvès da Câmara, c’est le 4 août 1553 qu’Ignace prit la décision de réaliser sa promesse. Après une conversation sur le thème de la vaine gloire, relate le père da Câmara, « alors qu'il mangeait avec Juan de Polanco et moi, notre Père dit que bien souvent Maître Nadal et d'autres de la Compagnie lui avaient demandé une chose et qu'il ne s'y était jamais décidé ; mais que, après avoir parlé avec moi et s'être recueilli dans sa chambre, il avait eu une grande dévotion et inclination à le faire et s'y était totalement décidé ».
Ce texte fut ensuite gardé dans les archives jésuites pendant 150 ans, jusqu’au XVIIIe siècle. Les Bollandistes le publient alors dans les Acta Sanctorum du 31 juillet, jour de la commémoration liturgique du saint.
- Le Récit du Pèlerin : Autobiographie de saint Ignace de Loyola, présenté par André Thiry, Seuil, Paris, 2001.
- Autobiographie, présentée par Alain Guillermou, Seuil, Paris, 1982.

### Les Lettres
6 815 lettres et instructions sont connues, écrites par lui-même ou — en son nom — par son secrétaire, Juan de Polanco. Lettres de direction spirituelle (la plus ancienne date de 1524) et de gouvernement, d’encouragement et de réprimande. Instructions pour ceux qui vont fonder un collège ou participer au concile de Trente. Ces lettres sont adressées à des compagnons jésuites, personnages importants, bienfaiteurs de la Compagnie, ou encore parents de novices, fils ou filles spirituelles.
- Sélection de Lettres, commentées par Gervais Dumeige, Bruges, DDB, 1959.

### Les Constitutions
Les Constitutions forment le premier texte législatif fondamental de la Compagnie de Jésus, préparées avec l’aide de Juan de Polanco et revues régulièrement à la lumière de l’expérience des premiers jésuites. À strictement parler, Loyola n’en est pas l’auteur, car il laissa à la première congrégation générale (réunie en 1558, après sa mort) le soin de les promulguer.
- Constitutions de saint Ignace de Loyola (avec les « Normes » de la CG34), Paris, 1997.